# Jose Panganiban
Jose Panganiban là đô thị hạng 3 ở tỉnh Camarines Norte, Philippines. Theo điều tra dân số năm 2000, đô thị này có dân số 46.064 người trong 8.969 hộ.

## Các đơn vị hành chính
Jose Panganiban về mặt hành chính được chia thành 28 khu phố (barangay).
| - Bagong Bayan - Calero - Dahican - Dayhagan - Larap - Luklukan Norte - Luklukan Sur - Motherlode - Nakalaya - Osmeña - Pag-Asa - Parang - Plaridel - North Poblacion | - South Poblacion - Salvacion - San Isidro - San Jose - San Martin - San Pedro - San Rafael - Santa Cruz - Santa Elena - Santa Milagrosa - Santa Rosa Norte - Santa Rosa Sur - Tamisan - Oviedo |